# Antoni Kuskowski
Antoni Kuskowski (ur. 3 maja 1949) – polski bokser, mistrz Polski.
Występował w wadze ciężkiej (ponad 81 kg). Na mistrzostwach Europy w 1977 w Halle w pierwszej walce przegrał w ćwierćfinale z późniejszym mistrzem Jewgienijem Gorstkowem ze Związku Radzieckiego.
Był mistrzem Polski w 1977, wicemistrzem w 1978 oraz brązowym medalistą w 1976.
W 1977 dwukrotnie wystąpił w reprezentacji Polski, przegrywając obie walki.
Zwyciężył w turnieju „Złota Łódka” w 1976.